# 獣電戦隊キョウリュウジャーブレイブ
『獣電戦隊キョウリュウジャーブレイブ』（じゅうでんせんたいキョウリュウジャーブレイブ）は、韓国のドラマ作品。1話15分で全12話。韓国での題名は『パワーレンジャー ダイノフォースブレイブ』（파워레인저 다이노포스 브레이브、POWER RANGERS DINO FORCE BRAVE）。

## 概要
スーパー戦隊シリーズ『獣電戦隊キョウリュウジャー』の続編に当たる作品で、韓国で放送された『パワーレンジャー ダイノ・フォース』が社会現象を巻き起こすまでの人気を博したのを受け、日本版と同じく東映・バンダイも関わる形で新規に制作された。日本版の続編として原典の設定を踏襲しつつも、スーパー戦隊シリーズとしては初めて韓国人俳優を起用し、獣電竜や敵組織などに新規の要素が盛り込まれており、ストーリーも続編ではなく、ジュヨン・ジュヒョク兄弟を軸にしたオリジナルのストーリーとなっている。
スーパー戦隊シリーズを韓国に配給している大元メディアとバンダイコリアは韓国独自の作品を作ることを考えており、本作品制作のきっかけの一つであるとされる。韓国ではテレビドラマは週2回放送が行われることから、日本の1年分の話数が半年分にしかならず、次回作の放送までの半年間を埋める作品が必要だったとされる。
韓国人スタッフを集める時間が無いことや、韓国のスーツアクターの実力が不足していることなどから基本的には日本国内で撮影し、監督の坂本浩一とプロデューサーの白倉伸一郎のみが韓国に渡って実景合成用の素材を現地スタッフとともに撮影した。
韓国では短い尺の子供向け番組が流行っていたことから放送時間が15分と設定された。白倉は、インターネット配信作品として先行していた『仮面ライダーアマゾンズ』（シーズン1）がテレビ番組の模倣的なスタイルであったことの反省や、白倉個人がスーパー戦隊シリーズでのドラマの必要性を疑問視していたことなども理由に挙げているが、結果として15分では尺が足りなかったと述べている。
本作品について監督の坂本は、スーパー戦隊シリーズの新たな方向性やパワーレンジャーシリーズ以外の海外展開の可能性を示すことができたと考えている。
日本での放送は予定されていなかったが、日本では2017年4月14日11:00（JST）より、バンダイ公式YouTubeチャンネル、東映特撮ファンクラブにて毎週金曜日に1話更新（初回のみ2話配信）で配信開始、またCSでも東映チャンネルにて同年6月2日より字幕版が放送されていた。日本での玩具展開はプレミアムバンダイ限定で発売された。2017年8月31日をもって第3話 - 第12話の配信が終了した（バンダイ公式YouTubeチャンネルのみ。第1話・第2話は引き続き視聴可能）。

## あらすじ
桐生ダイゴ率いる獣電戦隊キョウリュウジャーが、蝶絶神デーボスを倒してから数年後。平和を取り戻した地球へ、1億年前のキョウリュウジャーに撃退されたデイザルスがネオデーボス軍を率いて襲いかかる。その手始めとして韓国が蹂躙される危機に際し、トリンはスピリット状態の身を押して新たなる強き竜の者たちを選ぶ。その結果、「竜の子」ことクォン・ジュヨンをはじめとする5人の男女に「恐竜ハンター」ことジュヒョクも加わり、彼ら6人は獣電戦隊キョウリュウジャーブレイブとしてネオデーボス軍に立ち向かう。

## 登場人物

### 獣電戦隊キョウリュウジャーブレイブ
字幕版ではパワーレンジャー ダイノフォースブレイブ。キョウリュウチェンジのダンスや名乗りは、かつてのキョウリュウジャーとは異なっている。
初期メンバーは、かつてのキョウリュウジャーとはスーツの彩色が変更されており、マスクや胴体に白が追加されている。また、レッドとゴールド以外の4人は獣電竜のモチーフの恐竜が入れ替えられているが、マスクの形状だけは入れ替えられずそのまま流用されている。
各キャラクターの漢字表記は、ジュヨン＝朱龍、ヒョンジュン＝玄俊、セチャン＝世蒼、ドヒ＝桃希、ジュヒョク＝黈赫。
クォン・ジュヨン / ブレイブキョウリュウレッド（字幕版：ブレイブレッドダイノ）
キョウリュウジャーブレイブのリーダー。「竜の子」を名乗る青年で、困難に陥れば陥るほど笑顔になる頼もしい存在。トリンをして先代のキョウリュウレッドである「（桐生）ダイゴの再来」と言わしめた。
幼いころから力を求めてずっと山に籠って修行しており、道路標識を引き抜くほどの怪力の持ち主。生き別れになった兄を探しており、かつて兄から聞かされた「ブレイブがあれば何だって切り開ける」という言葉を座右の銘としている。
その生い立ちゆえか一般常識やボキャブラリーに欠ける面があり、セチャンに対して「攻撃が避けにくそう」というパッとしない褒め方をして突っ込まれていた。
チョン・ヒョンジュン / ブレイブキョウリュウブラック（字幕版：ブレイブブラックダイノ）
キョウリュウジャーブレイブのサブリーダー。本職は警察官で、怪力の持ち主。ルールに厳しい体育会系な青年で、融通の利かないところがあるが、心は優しい。
その性格ゆえにかつて自分たちに剣を向けたジュヒョクの加入に最も否定的だったが、最終的には強い信頼を寄せるようになった。
キム・セチャン / ブレイブキョウリュウブルー（字幕版：ブレイブブルーダイノ）
人気アイドルグループ「スーパーボーイズ」の1人。キザで美意識が高く、スマートな戦い方が信条のハンサムボーイ。夢を壊さないことがアイドルの責務という彼の信念により一見優男ながら格闘術も身につけている。
先代のキョウリュウブルーとは異なり、パワー戦法ではなく華麗な剣技を得意とする。
イ・プルン / ブレイブキョウリュウグリーン（字幕版：ブレイブグリーンダイノ）
大企業の御曹司で金銭感覚が一般庶民とズレている。甘えん坊の現代っ子だが、集中するとすさまじい能力を発揮する。先代のキョウリュウグリーンとは異なり、剣術ではなく射撃が得意。
何不自由なく過ごしてきた境遇ゆえかワクワクするものを人一倍求めており、それが彼の主要な価値観となっている。
ユン・ドヒ / ブレイブキョウリュウピンク（字幕版：ブレイブピンクダイノ）
キョウリュウジャーブレイブの紅一点。生意気な性格だが、間違ったことは許せない真直ぐさをもつ。看護師志望。ファッションにうるさく、ピンクはダサいと感じている。先代のキョウリュウピンク同様、速さを活かした足技を使用する。
飽きっぽく気分屋でもあり、射撃訓練に飽きたと言い出した挙句出会った当初は食いついていたアイドルであるセチャンの周囲をガブガブリボルバーで撃ち抜いてしまうほど。
ジュヒョク / ブレイブキョウリュウゴールド（字幕版：ブレイブゴールドダイノ）
「恐竜ハンター」の異名をもつ一匹狼の宇宙傭兵で、ジュヨンからは生き別れた兄と思われている。1人でキョウリュウジャーブレイブ5人に匹敵するほどの圧倒的な力をもつ。
当初はネオデーボス軍と傭兵として契約しキョウリュウジャーブレイブと敵対していたが、KING6で裏切られたことで契約を破棄し、キョウリュウジャーブレイブと共闘する。また首筋に竜の形の痣があることから「竜の王の力」を持つ者と思われていたが、ジュヨンの覚醒に伴い痣も消滅している。これは「竜の王の力」の真の継承者である弟のジュヨンを守るための作戦であった。
傭兵という立場ゆえかその戦いぶりには一切の容赦がなく、ジュヨンの正体を知り逃げようとした敵に後ろからとどめを刺すことも厭わない冷徹さも見せる。

### 動物戦隊ジュウオウジャー
字幕版では、パワーレンジャー アニマルフォース。KING12の終盤で、ジュヒョクが持っていた獣電池により召喚された新たなスーパー戦隊（韓国での次回作）である「動物戦隊ジュウオウジャー（字幕版：パワーレンジャー アニマルフォース）」のメンバー。
風切大和 / ジュウオウイーグル（字幕版：イーグルレンジャー）
イーグルの力を持つ戦士で、次作の主人公。大和のみ素顔で登場した。
ジュウオウシャーク（字幕版：シャークレンジャー）
シャークの力を持つ戦士。
ジュウオウライオン（字幕版：ライオンレンジャー）
ライオンの力を持つ戦士。
ジュウオウエレファント（字幕版：エレファントレンジャー）
エレファントの力を持つ戦士。
ジュウオウタイガー（字幕版：タイガーレンジャー）
タイガーの力を持つ戦士。

## キョウリュウジャーブレイブの戦力

### 獣電池
英文表記は韓国版/日本版それぞれの獣電池表記に従う。※の付記されたものは日本未発売。
| No. | 名称（吹替版）               | 名称（字幕版）                  | 生物                       | 能力                                                      | 備考 |
| --- | ---------------------------- | ------------------------------- | -------------------------- | --------------------------------------------------------- | --- |
| 1   | ガンティラ GUNTYRA           | ケノンティラ CANNONTYRA         | ティラノサウルス           | ブレイブキョウリュウレッドへの変身 ガンティラの召喚       | ブレイブキョウリュウジンセット付属 ガブガブリボルバー付属 ガブガブリボルバー&ガブガブリカリバーセット付属 |
| 2   | ステゴンソー STEGONSAW       | ステゴトップ STEGOTOP           | ステゴサウルス             | ブレイブキョウリュウブラックへの変身 ステゴンソーの召喚   | ブレイブキョウリュウジンセット付属                                                                        |
| 3   | ショベケラ SHOVECERA         | ポクケラ FORKCERA               | トリケラトプス             | ブレイブキョウリュウブルーへの変身 ショベケラの召喚       | ブレイブキョウリュウジンセット付属                                                                        |
| 4   | パラサーザー PARASASER       | パラサイジャ PARASASER          | パラサウロロフス           | ブレイブキョウリュウグリーンへの変身 パラサーザーの召喚   | ブレイブキョウリュウジンセット付属                                                                        |
| 5   | ラプックス RAPX              | レプトエックス RAPTORAX         | ヴェロキラプトル           | ブレイブキョウリュウピンクへの変身 ラプックスの召喚       | ブレイブキョウリュウジンセット付属                                                                        |
| 6   | プテラボルトン               | プテラボルトゥ PTERAVOLT        | プテラノドン               | ブレイブキョウリュウゴールドへの変身 プテラボルトンの召喚 | ガブガブリチェンジャー付属 プテラボルトン付属 ※                                                           |
| 10  | ギガブラギガス GIGABRAGIGAS  | ギガブラギガス GIGABRAGIGAS     | ブラキオサウルス           | ギガブラギガスの召喚                                      | ギガブラギガス付属 ※                                                                                      |
| 24  | スピードルス SPEEDRUS        | スピールス SPEERUS              | スーパーサウルス           | 高速で移動できるようになる                                | ガブガブリボルバー付属 ガブガブリボルバー&ガブガブリカリバーセット付属                                    |
| 25  | プリスケオス PRISUKEOS       | プリスケオス PLISUKEOS          | プリオサウルス             | 身体を透明化させる                                        | ガブガブリボルバー&ガブガブリカリバーセット付属                                                           |
| 26  | フワニクト FUWANYCTO         | ブーニクト BUUNYCTO             | ニクトサウルス             | 空中浮遊が可能になる                                      | ガブガブリボルバー付属 ガブガブリボルバー&ガブガブリカリバーセット付属                                    |
| 27  | カチコックス KACHIKOX        | ドレックス DOLLEX               | ドラコレックス             | 身体を硬化させる                                          | ガブガブリボルバー付属 ガブガブリボルバー&ガブガブリカリバーセット付属                                    |
| 28  | カラテーター KARATETA        | コチュタトル KOTSUTATOR         | イリテーター               | 相手を辛くさせる攻撃をする                                | ガブガブリボルバー付属 ガブガブリボルバー&ガブガブリカリバーセット付属                                    |
| 29  | テコドント TAEKWODONTO       | テコンドントス TAEKWONDONTOS    | テコドントサウルス         | テコンドーによる足技の連続攻撃をする                      | ガブガブリボルバー&ガブガブリカリバーセット付属                                                           |
| K   | キョウリュウジャー KYORYUGER | -                               | キョウリュウジャーブレイブ |                                                           | ブレイブキョウリュウジンセット付属                                                                        |
| C   | キャンデリラ CANDERRILLA     | -                               | キャンデリラ               |                                                           | ブレイブキョウリュウジンセット付属                                                                        |
| L   | ラッキューロ LUCKYULO        | -                               | ラッキューロ               |                                                           | ブレイブキョウリュウジンセット付属                                                                        |
| 1   | ジュウオウイーグル           | イーグルレンジャー EAGLE        | ジュウオウイーグル         | ジュウオウジャーを召喚                                    | 獣電池セット01付属 ※                                                                                      |
| 2   | ジュウオウシャーク           | シャークレンジャー SHARK        | ジュウオウシャーク         | ジュウオウジャーを召喚                                    | 獣電池セット01付属 ※                                                                                      |
| 3   | ジュウオウライオン           | ライオンレンジャー LION         | ジュウオウライオン         | ジュウオウジャーを召喚                                    | 獣電池セット02付属 ※                                                                                      |
| 4   | ジュウオウエレファント       | エレファントレンジャー ELEPHANT | ジュウオウエレファント     | ジュウオウジャーを召喚                                    | 獣電池セット02付属 ※                                                                                      |
| 5   | ジュウオウタイガー           | タイガーレンジャー TIGER        | ジュウオウタイガー         | ジュウオウジャーを召喚                                    | 獣電池セット01付属 ※                                                                                      |

### 装備
ガブガブリボルバー
ガブリボルバーと同等の能力を持つキョウリュウジャーブレイブの銃型アイテム。5人が同時に放つ必殺技は「獣電ブレイブフィニッシュ」（ダイノブレイブフィニッシュ）。
- ガブリボルバーのリカラー版。

ガブガブリカリバー
ガブリカリバーと同等の能力を持つキョウリュウジャーブレイブの武器。必殺技は「獣電ブレイブスラッシュ」（ダイノブレイブスラッシュ）。
- ガブリカリバーのリカラー版。

ガブガブルキャノン
ガブガブリボルバーとガブガブリカリバーを合体させた形態。
ガブガブリチェンジャー
ブレイブキョウリュウゴールド専用アイテム。
- ガブリチェンジャーのリカラー版。玩具は日本では未発売。

ザンダーサンダー
ブレイブキョウリュウゴールド専用武器。色はオリジナルのキョウリュウゴールドが使っていたものと同様。必殺技は「ブレイブフィニッシュ・雷電残光」。

### 獣電竜
ガンティラ（GUNTYRA）/字幕版「ケノンティラ」（CANNONTYRA）
ブレイブキョウリュウレッドが召喚するティラノサウルスが進化した獣電竜。獣電池番号No.1。頭部からガトリングガンを発射する。初登場時はミニティラの姿でクォンの肩に乗っていた。
- オリジナルのガブティラのリデコ版。

ステゴンソー（STEGONSAW）/字幕版「ステゴトップ」（STEGOTOP）
ブレイブキョウリュウブラックが召喚するステゴサウルスが進化した獣電竜。獣電池番号No.2。頭部にチェーンソーを持つ。
- オリジナルのステゴッチのリデコ版。

ショベケラ（SHOVECERA）/字幕版「ポクケラ」（FORKCERA）
ブレイブキョウリュウブルーが召喚するトリケラトプスが進化した獣電竜。獣電池番号No.3。頭部にショベルを持つ。
- オリジナルのドリケラのリデコ版。

パラサーザー（PARASASER）/字幕版「パラサイジャ」（PARASASER）
ブレイブキョウリュウグリーンが召喚するパラサウロロフスが進化した獣電竜。獣電池番号No.4。口部のレーザー砲からロングバレルを発射、尻尾からビームを発射する。
- オリジナルのパラサガンのリデコ版。

ラプックス（RAPX）/字幕版「レプトエックス」（RAPTORAX）
ブレイブキョウリュウピンクが召喚するヴェロキラプトルが進化した獣電竜。獣電池番号No.5。尻尾にアックスを持つ。
- オリジナルのザクトルのリデコ版。

プテラボルトン（PTERAVOLTON）/字幕版「プテラボルトゥ」（PTERAVOLT）
ブレイブキョウリュウゴールドが召喚するプテラノドンが進化した獣電竜。獣電池番号No.6。翼の稲妻模様がブルーメタリックから白に変更されている。雷を自在に操る。
- プテラゴードンのリカラー版。

ギガブラギガス（GIGABRAGIGAS）
ブラキオサウルスが進化した獣電竜。獣電池番号No.10。最強の獣電竜だが、KING1冒頭でジナリックによって地下に封印されてしまう。その際ラッキューロとキャンデリラはトリンと共にギガブラギガス内のスピリットベースにいたが、トリンがスピリットベースをギガブラギガスから分離したことで難を逃れた。
KING8で封印を解かれるもジナリックに操られてしまうが、その後キョウリュウジャーブレイブが倒したジナリックが再び復活するまでの間に、トリンがスピリットベースをギガブラギガスに戻すことでジナリックの制御下から取り戻した。
- ブラギガスのリカラー版。プレズオーを彷彿とさせるパープルとシルバーというカラーリングとなっている。

### 獣電巨人
ブレイブキョウリュウジンとブレイブキョウリュウジンウエスタン以外のスーツは存在せずフルCGで描かれている。フルCGによるロボットバトルは、スーパー戦隊シリーズとしてはパワーレンジャーも含めても初の試みとなる。
ブレイブキョウリュウジン / 字幕版「ブレイブティラノキング」
ガンティラにステゴンソーが右手、ショベケラが左手としてカミツキ合体した獣電巨人。白をメインとしたカラーリングとなっている。右腕のドリルや右肩と頭部のガトリングガンを武器にする。必殺技はステゴンソーの獣電剣で対象を斬りつける「獣電剣ブレイブフィニッシュ（ダイノ剣ブレイブフィニッシュ）」。
ブレイブキョウリュウジンウエスタン / 字幕版「ブレイブティラノキングウエスタン」
ガンティラにパラサーザーが右手、ラプックスが左手としてカミツキ合体した獣電巨人。武器は左腕のアックスと右腕のキャノン砲。必殺技はパラサーザーから弾丸を数発撃った後、ラプックスの斧からエネルギー刃を放つ「ブレイブキョウリュウジンウエスタン・ブレイブフィニッシュ」。
ブレイブプテライデンオー / 字幕版「ブレイブプテラキング」
プテラボルトンが単独でカミナリ変形した獣電巨人。ボディ全体がブルーメタリックとなっている。両腕のカッターを武器に、素早さを活かした激しい近接格闘で戦う。必殺技は胸部のプテラボルトンの口から電磁光線を放つ「ブレイブプテライデンオー・ブレイブフィニッシュ」。
ブレイブライデンキョウリュウジン / 字幕版「ブレイブライデンティラノキング」
ブレイブキョウリュウジンとブレイブプテライデンオーがライデンカミツキ合体した獣電巨人。必殺技は獣電剣に稲妻を宿して斬りつける「獣電剣・稲妻ブレイブフィニッシュ」。
ブレイブギガントブラギオー / 字幕版「ブレイブギガントブラギオキング」
ギガブラギガスが超カミツキ変形した獣電巨人。スピリットベース内からトリンが操る。右手のブラギオアックスが武器。必殺技は「超獣電ギガブレイブフィニッシュ（超ダイノギガブレイブフィニッシュ）」。
ブレイブギガントキョウリュウジン / 字幕版「ブレイブギガントティラノキング」
ブレイブキョウリュウジン、パラサーザー、ラプックス、ブレイブギガントブラギオーが超カミツキ合体（超恐竜合体）した獣電巨人。キョウリュウジャーとトリンの7人で操る。武器はアックスと左肩のビームガン。必殺技は胸部エネルギーを溜めて光線を放つ「超獣電ギガントフルブレスター（超ダイノギガントフルブレスター）」。
ブレイブプテライデンオーウエスタン / 韓国「ブレイブプテラキングウエスタン」
ブレイブプテライデンオーにパラサーザーが右腕、ラプックスが左腕としてカミツキ合体した獣電巨人。劇中未登場で、玩具やカタログなどでのみ紹介。

## ネオデーボス軍
- 幹部のモチーフはエレメントで、目玉パーツを共通で付けている[2]。恐竜を憎んでいるということから、自分の体に敵対する恐竜を狩って骨をトロフィーとして取り込んでいる部族のような連中という定義となった[2]。世界各地の部族の要素やトライバルな柄を取り入れてデザインしている[2]。

総裁 デイザルス
ネオデーボス軍総裁。地球にある全宇宙を支配できるという「竜の王の力」を求めて地球に来た。1億年前のキョウリュウジャーに屈辱を受けている。KING12でジュヨンの竜の王の力を取り込もうとしたが阻まれて敗北、巨大化すると変形した宇宙船と合体して決戦に挑むが、「竜の王」の力を開放したブレイブライデンキョウリュウジンによって撃破された。
- デザインはK-SuKeが担当。組織の長であることから、恐竜の骨を組み上げて出来たような全身にしている。骨の数は撃墜数のようにして、頭部は左右にティラノサウルスの頭骨が張り出したような形で、恐竜の頭骨が太腿にも組み込まれている。

雷の魔王 ライメイン
雷の力を司る魔王。勝つためならどんな手段もいとわない絶対勝利主義者。KING12で、基地に侵入したゴールドに倒される。
- デザインはK-SuKeが担当。雷から連想して避雷針をイメージした1本角と変圧器のブッシングをイメージした4+2本角を額に付け、それらを骨で構成させている。鎖を垂らしてボディと統一感を高めている。

炎の魔王 ホムラス
炎の力を司る魔王。人が命乞いするのを見るのが何よりも好きな残虐な性格を持つ。KING11で、ブレイブギガントキョウリュウジンに倒される。
- デザインはK-SuKeが担当。炎から連想してデザインに有名な会社のオイルライターのイメージを取り入れている。左手を覆う部分が角が炎の揺らめきに見えるトリケラトプスの頭骨、右頬がフリントホイールのような形にして、ライターの蓋部分となっている。マスク部は炎がチムニーから上がっているようなデザインとなっている。

水の魔王 ウェイハブ
水の力を司る魔王で、デイザルスの忠実な右腕。KING9で、ジュヨンも竜の王の力の持ち主であると知ってしまい、ジュヒョクに倒される。
- デザインはK-SuKeが担当。モチーフは水から連想して井戸水を汲み上げる手押しポンプで、髪と髭がザバーっと出てきた水でトサカ部分がハンドルとなっている。ヘルメット部分は牙のようなものと甲羅のようなものの組み合わせで波を表現している。

氷の魔王 ツライラ
氷の力を司る魔王。気分屋で、気分のおもむくままに悪行を行う。KING7でジュヒョクを始末するべく出撃するも、ブレイブライデンキョウリュウジンの前に敗れ去った。
- デザインはK-SuKeが担当。モチーフは氷から連想してかき氷機。デザインには氷だけにマンモスの牙を取り入れている。つららが口から飛び出しているのは、氷を食べてるときにこうなるよねという「子供のころあるある」をデザインに取り入れている。

風の魔王 アラッシュ
風の力を司る魔王。残虐な行為や弱者をいたぶることを好み、何を起こすかわからない。KING10で、ブレイブギガントキョウリュウジンに倒される。
- デザインはK-SuKeが担当。モチーフは風から連想してエアコンと扇風機。扇風機の羽を言葉遊びで鳥の羽根に置き換えている。垂れた髪は吹き流し、目元口元のスリットはエアコンの吸気口がモチーフとなっている。

土の魔王 ジナリック
土の力を司る魔王。獣電竜を地底に封印する魔力を持っており、ギガブラギガスを封じ込めた。左手はフックになっており、片言で話す。倒されても復活する再生能力を持つ。KING9で、復活したブレイブギガントブラギオーに倒される。
- デザインはK-SuKeが担当。モチーフは土から連想してタイヤ。頭部中央は轍をイメージしており、頭部左右のドレッドヘアをイメージした筒状の突起物とワキワキ、ラジコンのスパイクタイヤがモチーフとなっている。

ゾーリ魔
戦闘員。
ボージン魔
ネオデーボス軍宇宙船から射出され、地球に降り立つと同時に変形する巨大ロボ。ビャクボージン魔、セイボージン魔、ゲンボージン魔、スザボージン魔、の4種類が存在し、顔と武器が各機で異なる。
- デザインはいずれもK-SuKeが担当。モチーフは四聖獣。素体部分は四聖獣を召喚するための魔法陣の祭壇をイメージしたデザインになっており、東西南北を司る四聖獣を呼び出す魔法陣であることから、各部のサークルの魔法陣は方位磁針もモチーフとなっている。当初はもっと細かなディテールであったが、カトキハジメのようではなく、大河原邦男のように方向転換している。

巨大ゾーリ魔
ネオデーボス軍が操る巨大獣。

## キャスト
キャストオーディションは、日韓2か国で敢行された。韓国と同時期の展開となったことで日本語吹き替え版の声優のキャスティングは10日で行われた。日本語吹き替え版ではトリン、キャンデリラ、ラッキューロは、日本版『キョウリュウジャー』のオリジナルキャストが声を担当する。また、「『キョウリュウジャー』のキャストから誰か来てもらいたい」という理由から、かつてキョウリュウブルー / 有働ノブハル役を演じ、後に声優としても活躍する金城大和が、チョン・ヒョンジュン / ブレイブキョウリュウブラック役として起用された。

### レギュラー
| 役名                                              | 役名（字幕版）         | 俳優                                          | 日本語吹替 |
| ------------------------------------------------- | ---------------------- | --------------------------------------------- | ---------- |
| クォン・ジュヨン ブレイブキョウリュウレッド       | ブレイブレッドダイノ   | セヨン（MYNAME）                              | 本城雄太郎 |
| チョン・ヒョンジュン ブレイブキョウリュウブラック | ブレイブブラックダイノ | ホン・ソンホ（Apeace）                        | 金城大和   |
| キム・セチャン ブレイブキョウリュウブルー         | ブレイブブルーダイノ   | オ・セヒョン（Apeace）                        | 坂井易直   |
| イ・プルン ブレイブキョウリュウグリーン           | ブレイブグリーンダイノ | インジュン（大国男児）                        | 小林大紀   |
| ユン・ドヒ ブレイブキョウリュウピンク             | ブレイブピンクダイノ   | イ・ユジン                                    | 沖佳苗     |
| ジュヒョク ブレイブキョウリュウゴールド           | ブレイブゴールドダイノ | イ・セヨン（CROSS GENE）                      | 山本匠馬   |
| 風切大和 ジュウオウイーグル                       | イーグルレンジャー     | 中尾暢樹 ファン・チャンヨン（韓国語吹き替え） | 中尾暢樹   |

### 声の出演
| 役名                           | 役名（字幕版）                 | 声優               | 日本語吹替   |
| ------------------------------ | ------------------------------ | ------------------ | ------------ |
| トリン                         | トリン                         | ソン・ジュンソク   | 森川智之     |
| キャンデリラ                   | キャンデリラ                   | キム・ドヨン       | 戸松遥       |
| ラッキューロ                   | ラッキューロ                   | チェ・ミンジ       | 折笠愛       |
| 総裁デイザルス                 | 総裁デイザルス                 | ミン・ウンシク     | 堀内賢雄     |
| 雷の魔王ライメイン             | 雷の魔王ライメイン             | イ・ヒョン         | 林大地       |
| 炎の魔王ホムラス               | 炎の魔王ホムラス               | イ・ジャンウォン   | 稲田徹       |
| 水の魔王ウェイハブ             | 水の魔王ウェイハブ             | キム・テフン       | あべそういち |
| 氷の魔王ツライラ               | 氷の魔王ツライラ               | ファン・チャンヨン | 渡辺和貴     |
| 風の魔王アラッシュ             | 風の魔王アラッシュ             | イ・ギソン         | 藤巻大悟     |
| 土の魔王ジナリック             | 土の魔王ジナリック             | キム・ミンジュ     | 西谷修一     |
| ナレーション、各種アイテム音声 | ナレーション、各種アイテム音声 | ユ・ヘム           | 千葉繁       |
| ジュウオウシャーク             | シャークレンジャー             | チャン・ミ         | 柳美稀       |
| ジュウオウライオン             | ライオンレンジャー             | クォン・チャンウク | 南羽翔平     |
| ジュウオウエレファント         | エレファントレンジャー         | チョン・ジュオン   | 渡邉剣       |
| ジュウオウタイガー             | タイガーレンジャー             | ソ・ユリ           | 立石晴香     |

### スーツアクター
- ブレイブキョウリュウレッド - 鈴木大樹[14]
- ブレイブキョウリュウブラック - 原隆太[14]
- ブレイブキョウリュウブルー - 下川真矢[14]
- ブレイブキョウリュウグリーン - 大隈厚志[14]
- ブレイブキョウリュウピンク - 山口仁美[14]
- ブレイブキョウリュウゴールド - 岩上弘数[14]
- トリン - 岡元次郎[14]
- キャンデリラ - 蜂須賀祐一[14]
- ラッキューロ - 神尾直子[14]
- 日下秀昭
- 総裁デイザルス - 井上象策[14]

## スタッフ
監督・アクション監督はオリジナルと同じく坂本浩一が担当する。プロデューサーは海外展開作品という事からオリジナルの大森敬仁ではなく東映取締役の白倉伸一郎、制作期間が短いことと、明るい作風が得意ということから、脚本には三条陸から新たに下山健人が起用された。アクションはスーパー戦隊シリーズ初参加となるB.O.S-Entertainmentが担当。
- 原作 - 八手三郎
- アクション監督・監督 - 坂本浩一
- 製作 - ジョン・ウク、ジョン・トンフン
- プロデュース - 白倉伸一郎、武部直美、ファン・テフン
- 監修 - リー・チュンウー
- 脚本 - 下山健人
- 吹替版台本リライト - 呉貞烈
- 音楽 - 佐橋俊彦
- 特撮監督 - 佛田洋（特撮研究所）
- 撮影 - 百瀬修司、アン・チョミン
- 照明 - 太田博
- 美術 - 竹内公一
- 録音 - 齋藤泰陽
- MA - 原口崇正
- 編集 - 目見田健
- スクリプター - 津嶋由紀江
- 衣装 - 守島愛
- 操演 - 船越幹雄(ライズ)
- キャラクターデザイン - K-SuKe
- デザイン協力 - プレックス
- 造型 - レインボー造型企画
- 企画協力 - 企画者104
- 視覚効果 - 日本映像クリエイティブ、Digital Clover(東京現像所VFXクルー)
- 日本語版吹替ディレクター - 工藤美樹
- 日本語版スタジオ - MITOMO STUDIO(三友)、DREAM SPACE(コスモ・スペース)、スタジオザウルス（くりぷろ）
- EDロールバック - アクアパラダイス パティオ
- 制作 - 東映、バンダイ、大元メディア

## 音楽
オープニングテーマ「獣電戦隊キョウリュウジャーブレイブ（韓：다이노포스 브레이브）」
韓国詞 - 여희（Yeo Hee） / 日本詞 - 井上望 / 作曲 - 大西洋平 / 編曲 - 中畑丈治 / 歌 - ブレイブキョウリュウレッド（セヨン）（韓国版）、鎌田章吾（Project.R）（日本版）
エンディングテーマ「ダイノダンス！（韓：다이노 댄스!）」
作詞・歌 - Yeo Hee（Project.R）（日本/韓国版） / 訳詩 - 井上望 / 作曲 - 高取ヒデアキ / 編曲 - 龍島裕昌 / 振付 - パパイヤ鈴木

## 放送日程
| 話数    | サブタイトル（日）                    | サブタイトル（韓） （翻訳）                                            | 配信日（日）   | 放送日（韓）   |
| ------- | ------------------------------------- | ---------------------------------------------------------------------- | -------------- | -------------- |
| KING 1  | でたァーッ！ 竜の子キング             | 새로운 킹의 탄생! （新しいキングの誕生！）                             | 2017年 4月14日 | 2017年 4月01日 |
| KING 2  | 集まれ！ 新たな戦士たち               | 모여라! 새로운 전사들이여! （集まれ！ 新たな戦士たちよ！）             | 2017年 4月14日 | 2017年 4月01日 |
| KING 3  | ガブガブリンチョ！ 全員集合           | 가브가브린초, 우리는 팀이다! （ガブガブリンチョ！ 俺たちはチームだ！） | 4月21日        | 4月08日        |
| KING 4  | 強すぎだぜ！ 宇宙傭兵                 | 강적! 우주용병 （強敵！ 宇宙傭兵！）                                   | 4月28日        | 4月08日        |
| KING 5  | 大反撃！ 壁は超えてやる               | 반격! 어떤 벽이든 이겨내라! （反撃！ どんな壁でも乗り越えろ！）        | 5月05日        | 4月15日        |
| KING 6  | 兄さん！ ジュヨンが叫ぶとき           | 형! 울부짖는 주용의 영혼! （兄さん！ 泣き叫ぶジュヨンの魂！）          | 5月12日        | 4月22日        |
| KING 7  | 降臨！ 我こそデイザルス               | 강림! 네오 데보스군의 총재! （降臨！ ネオデーボス軍の総帥！）          | 5月19日        | 4月29日        |
| KING 8  | 大復活！ ギガブラギガス               | 부활! 기가브라기가스! （復活！ ギガブラギガス！）                      | 5月26日        | 5月06日        |
| KING 9  | 見せてやる！ 最強最大の合体           | 보여주마! 최강 최대의 합체! （見せてやる！ 最強最大の合体！）          | 6月02日        | 5月13日        |
| KING 10 | さらば！ ブレイブキョウリュウゴールド | 안녕! 브레이브 골드 다이노! （さらば！ ブレイブゴールドダイノ！）      | 6月09日        | 5月20日        |
| KING 11 | 本物は誰だ？！ 竜の王                 | 진정한 용왕은 누구인가! （真の竜王は誰か！）                           | 6月16日        | 5月27日        |
| KING 12 | 永遠に！キョウリュウジャーブレイブ！  | 영원하라! 다이노포스 브레이브! （永遠に！ ダイノフォースブレイブ！）   | 6月23日        | 6月03日        |

## DVD
- 2017年7月12日に東映より発売。

## 備考
- 韓国作品では企業名や商品名が映り込むのはNGのため、看板などはあえて撤去されている[15]。